# Eloeophila edentata
Eloeophila edentata là một loài ruồi trong họ Limoniidae. Chúng phân bố ở miền Tân bắc.